# Oostrozebeke
Oostrozebeke è un comune belga di 7 678 abitanti, situato nella provincia fiamminga delle Fiandre Occidentali.